# High Roller

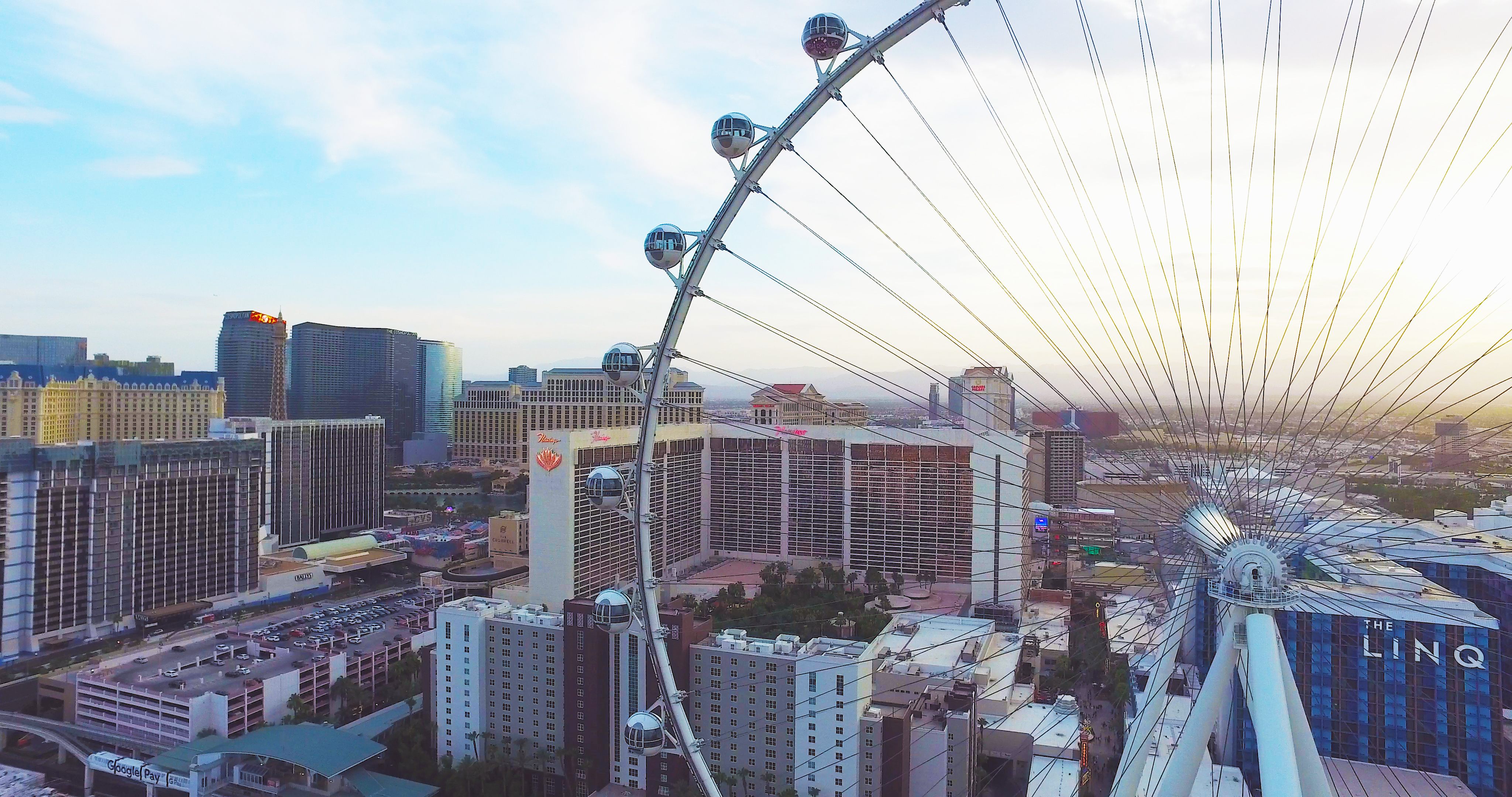
High Roller and the Linq Hotel

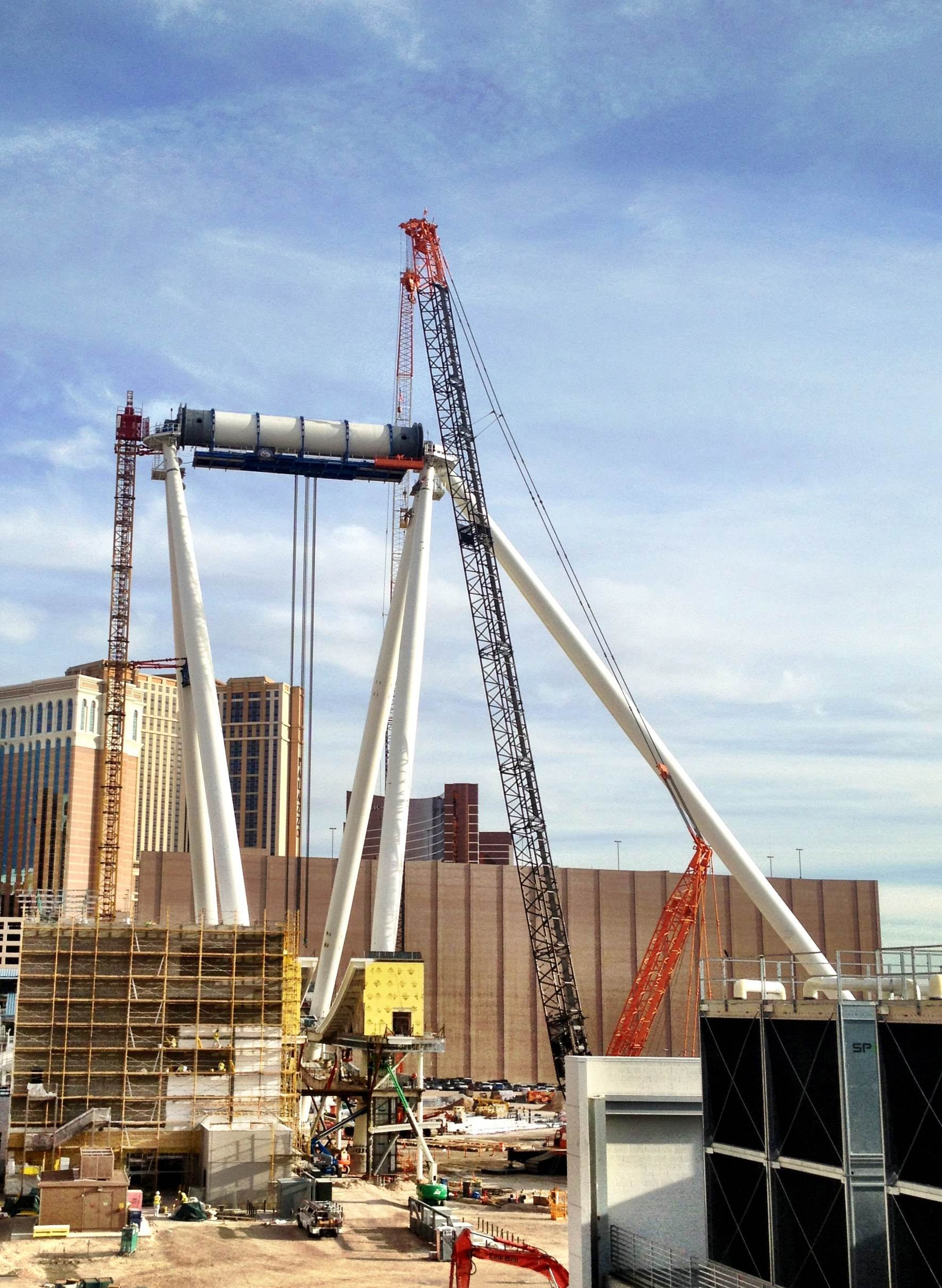
High Roller in costruzione nel marzo 2013

La High Roller è una ruota panoramica alta 168 m situata nell'area metropolitana di Las Vegas, più precisamente sulla Las Vegas Strip presso Paradise, Nevada.
La ruota, la cui costruzione è iniziata nel settembre 2011 e aperta ai visitatori il 31 marzo 2014, possiede 28 cabine sferiche, ognuna delle quali può trasportare 40 passeggeri, ed è illuminata di notte con 2.000 LED multicolore.
High Roller è circa 3 metri più alta della Singapore Flyer..
La durata di una singola corsa si attesta sui 30 minuti.
È una delle ruote panoramiche più alte del mondo.